# Can Joan (Concabella)
Can Joan és una casa amb elements romànics i gòtics del poble de Concabella, municipi dels Plans de Sió (Segarra), inclosa a l'Inventari del Patrimoni Arquitectònic de Catalunya.

## Descripció
Aquest habitatge està realitzat amb carreus de pedra i paredat a la part superior i es poden distingir tres plantes. A la planta baixa es troba la porta d'entrada formada per un arc de mig punt adovellat, al costat d'aquesta es troba una finestra amb arc rebaixat que s'obra damunt la base d'un contrafort de petites dimensions i al costat una altra porta també d'arc de mig punt adovellat, però amb dovelles de menors dimensions que les situades a la portalada principal, fet que fa pensar amb la possibilitat que aquesta porta donava accés a les estances utilitzades amb finalitats agrícoles.
A la primera planta únicament hi ha la presència d'una finestra amb la llinda decorada, segurament posterior a la construcció de la planta baixa, producte d'una ampliació o remodelació.
A la segona planta, on ja s'utilitza el paredat en la construcció del mur, fet que ens demostra que és posterior, s'hi troben dues finestres amb la llinda realitzada amb maó a sardinell.
Finalment, cal destacar els arcs situats al cantó esquerre que podrien formar part d'un antic portal al nucli. Actualment, per damunt d'aquests, s'alcen diferents estances dels habitatges del voltant i condueixen a un carrer sense sortida. Destaquen dos arcs de mig punt, un a cada banda realitzats amb carreus de pedra regulars.
Alguns elements de la planta baixa, com la portalada principal, són romànics. L'estil gòtic és present en el petit detall decoratiu de la llinda de la finestra de la primera planta. La posterior ampliació de la segona planta és una obra popular.